# Oswaldella encarnae
Oswaldella encarnae is een hydroïdpoliep uit de familie Kirchenpaueriidae. De poliep komt uit het geslacht Oswaldella. Oswaldella encarnae werd in 1997 voor het eerst wetenschappelijk beschreven door Peña Cantero, Svoboda & Vervoort. 